# Kostel Nalezení svatého Kříže (Moravec)
Kostel Nalezení svatého Kříže (případně také Kostel Nalezení a povýšení svatého Kříže) je farní kostel římskokatolické farnosti Moravec, nachází se v areálu zámku Moravec v obci Moravec. Kostel je jednolodní původně barokní stavbou vzniklou přestavbou zámecké kaple a později klasicistně upravenou. Kostel je v rámci areálu zámku chráněn jako kulturní památka České republiky. V areálu zámku a kostela se nachází sbírka exotických rostlin a dřevin.

## Historie
Kostel Nalezení svatého kříže je součástí původního zámku v Moravci. Původní kaple, ze které kostel přestavbou vznikl, byla postavena v roce 1628, původně kaple spadala pod farnost Strážek. V roce 1747 byl ustanoven zámecký kaplan a farnost vznikla v roce 1784. V roce 1794 pak byla kaple rozšířena o kostelní loď s kůrem a bočním oltářem. Dne 17. dubna 1825 kostel i zámek vyhořely a kostel byl rekonstruován a přestavěn do klasicistní podoby, stejně tak i zámek. Další rekonstrukce pak proběhla mezi lety 1882 a 1889.
V roce 1889 byla postavena nová budova fary a v roce 1900 byla přistavěna kostelní věž, resp. byla přestavěna z původní dřevěné. V roce 1943 byly rekvírovány téměř všechny kostelní zvony, v kostele zůstal pouze zvon z roku 1881, nové pak byly pořízeny v roce 1958. V roce 1951 pak byly také pořízeny nové varhany a po roce 1976 byl kostel znovu rekonstruován pod vedením Josefa Valeriána.